# Список умерших в 993 году

## Март
- 13 марта — Одо I, маркграф Саксонской Восточной марки (965—993), граф Ницици и Цицици (966—993), граф в южном Нордтюринггау (974—993)[1].

## Сентябрь
- 18 сентября — Арнульф, граф Западной Фрисландии (988—993)[2].

## Октябрь
- 19 октября — Конрад I, король Бургундии (937—993)[3].

## Дата смерти неизвестна или требует уточнения
- Арто II де Форе, граф Форе.
- Гильом I, граф Авиньона (962—993), граф Прованса (после 968—993), маркиз Прованса (979—993)[4].
- Давид II Артануджели, грузинский принц Тао-Кларджети из династии Багратионов и князь Кларджети (988—993).
- Ланденульф II, князь Капуи (982—993).